# Leopold Eugen Měchura
Leopold Eugen Měchura   (Praga, 2 de febrer de 1804 - Otín, 11 de febrer de 1870) va ser un compositor txec.
Měchura va estudiar dret a la Universitat Carolina de Praga, a més de piano i teoria musical. Després es va traslladar a Otín, començant el seu servei com a justícia de la ciutat a Klatovy. Allà va continuar actuant, tant en privat com en públic, a més de compondre. Va compondre moltes peces vocals i també va escriure música eclesiàstica; les seves òperes prenien textos en txec o en alemany. L'obra més coneguda de Měchura va ser l'òpera Marie Potocká, extreta d'un poema d'Aleksandr Puixkin, que es va estrenar pòstumament el 1871 al Teatre Nacional de Praga sota la batuta de Bedřich Smetana.